# Esther McVey
Esther Louise McVey (Liverpool, 24 oktober 1967) is een Brits politicus, voormalig zakenvrouw en voormalig televisiepresentator. Zij is namens de Conservative Party Lagerhuislid voor het kiesdistrict Tatton (Cheshire). Zij was van 13 november 2023 tot 5 juli 2024 minister zonder portefeuille in het kabinet van Rishi Sunak. Zij bekleedde eerder verschillende functies in de regeringen van David Cameron en Theresa May. In de regering van Boris Johnson was ze in 2019-2020 enkele maanden minister van volkshuisvesting en plaatselijk bestuur.

## Biografie
McVey leefde de eerste twee jaar van haar leven in een pleeggezin maar keerde daarna terug naar haar ouders. Zij studeerde rechten aan de Queen Mary University in Londen, radiojournalistiek aan City University in Londen en bestuurskunde aan de John Moores Universiteit in Liverpool, waar ze cum laude afstudeerde. Van 2000 tot 2006 zat McVey in de directie van het bouwbedrijf van haar vader. Ze heeft gewerkt als televisiepresentator voor de BBC en Channel 4, en had een eigen bedrijf dat gespecialiseerd was in ondersteuning van kleine ondernemingen en start-ups.
In 2005 stond McVey voor het eerst kandidaat voor het Lagerhuis. Ze verloor in het kiesdistrict Wirral-West van de zittende Labour-kandidaat. Bij de Lagerhuisverkiezingen van 2010 lukte het haar wel om deze zetel te veroveren. Ze werd de parlementaire liaison van minister van milieu Chris Grayling. In 2012 werd ze junior-staatssecretaris voor het ministerie van werk en pensioenen en in 2013 benoemde David Cameron haar tot staatssecretaris voor werkgelegenheid in datzelfde ministerie. 
Bij de verkiezingen van 2015 verloor Mcvey haar zetel. Ze was vervolgens twee jaar voorzitter van de Britse transportpolitie. Toen Theresa May in 2017 nieuwe verkiezingen uitschreef werd McVey door de Conservatieve Partij voorgedragen als kandidaat in het kiesdistrict Tatton (Cheshire) waar de partij zeker was van een overwinning, en keerde terug in het Lagerhuis. Zij werd benoemd tot plaatsvervangend chief whip en was daarmee van 2017 tot 2018 mede verantwoordelijk voor het handhaven van de fractiediscipline. 
McVey werd op 8 januari 2018 benoemd tot minister voor werk en pensioenen. In juli 2018 meldde het hoofd van de Britse nationale rekenkamer (National Audit Office) dat McVey het parlement onjuist had geïnformeerd over de invoering van een nieuwe uitkeringsregeling. Ze moest zich daarover bij het Lagerhuis verontschuldigen. Ze trad af op 15 november 2018 uit protest tegen de Brexit-onderhandelingen en de conceptovereenkomst over het vertrek van het Verenigd Koninkrijk uit de EU.
In juni 2019 was McVey na het aftreden van Theresa May een van de kandidaten voor het leiderschap van de Conservatieve Partij. Zij werd in de eerste stemronde uitgeschakeld. De opvolger van Theresa May, Boris Johnson, benoemde McVey op 24 juli 2019 tot minister van volkshuisvesting en plaatselijk bestuur; zij werd op 13 februari 2020 uit die functie ontslagen.
Op 13 november 2023 werd ze benoemd tot minister zonder portefeuille in het kabinet van Rishi Sunak. Sinds de Lagerhuisverkiezingen van 4 juli 2024 is ze lid van het schaduwkabinet.

## Politieke overtuigingen
McVey is eurosceptisch en hoort bij de rechtervleugel van de Conservatieve Partij. Ze heeft zich kritisch uitgelaten over steun aan mensen die in armoede leven en stemde tegen de uitbreiding van lgbt-rechten en het homohuwelijk. Zij was lid van Conservative Way Forward, een Thatcheristische lobbyorganisatie. 